# Colletes formosus
Colletes formosus là một loài Hymenoptera trong họ Colletidae. Loài này được Pérez mô tả khoa học năm 1895.